# Carl Busse (Schauspieler)
Carl Busse (geboren 8. März 1848 in Hannover – gestorben nach 1902) war ein deutscher Theaterschauspieler.

## Leben
Nachdem Busse sein Einjährigfreiwilligen-Jahr abgedient hatte, ging er zur Bühne. Er debütierte am 7. Dezember 1869 in einer Studentenvorstellung in Wien als „Carl Moor“ am Stadttheater und wurde vom Theaterleiter Heinrich Laube auch engagiert.
Nach kurzer Zeit wurde er zum Militärdienst eingezogen. Im Deutsch-Französischen Krieg war er an mehreren Schlachten beteiligt und kehrte danach an die Bühne zurück. Er begann in Meiningen, kam darauf nach Oldenburg, dann nach Riga und kehrte 1875 wieder nach Meiningen zurück. Busse wirkte nicht nur in der Stadt selbst, sondern schloss sich auch den Gastspielreisen des Thüringenschen Hoftheaters an, die ihn bis Amsterdam und London führten, und trat 1884 in den Verband der Dresdner Hofbühne ein, wo er als „Raoul“ in Jungfrau von Orleans debütierte.
Busse spielte vor allem Repräsentationsrollen, aber auch Rollen wie „Baumgartner“, „Kürassier“ in Wallenstein, „Alba“ etc. Um 1902 erschien er weniger auf der Bühne, sondern betätigte sich hauptsächlich als Inspektor der Komparserie.
Sein Lebensweg nach 1902 ist unbekannt.